# Emma Fäldt
Emma Kajsa Fäldt, född 1970 i Göteborg, är en svensk författare av barn- och ungdomsböcker. Hon debuterade som författare 2010 och har skrivit ett antal böcker om figurerna "Anna Tizianna" och duon "Andrea" och "Leni".

## Biografi
Emma Fäldt föddes i Göteborg och växte upp i Lund, där hon ännu bor. Åren 2000–2008 bodde hon med sin familj i Madrid. Hon har bland annat studier i filmproduktion bakom sig och är utbildad sjuksköterska.
Hon debuterade 2010 som barnboksförfattare, med bilderboken Maja i parken som inspirerades av tiden som föräldraledig med den yngsta dottern. Hon har sedan dess bland annat skrivit ett antal böcker om figuren "Anna Tizianna", en åttaåring med drag både av författaren och hennes enligt uppgift envisa dotter. Flera böcker har även författats om de två bästisarna och fjärdeklassarna "Andrea" och "Leni". Fäldt har dessutom pågående och ännu opublicerade manusprojekt för en vuxen läsekrets.
Emma Fäldt är utöver författandet aktiv som lektör och håller föredrag på bland annat skolor och bibliotek. 2017 tilldelades hon stipendium från Författarnas kopieringsfond, samtidigt som hennes bok Bara du. För alltid. gavs statligt litteraturstöd.